# Sipyloidea inscia
Sipyloidea inscia är en insektsart som beskrevs av Ludwig Redtenbacher 1908. Sipyloidea inscia ingår i släktet Sipyloidea och familjen Diapheromeridae. Inga underarter finns listade i Catalogue of Life.